# AST Central United FC
Central United FC là một câu lạc bộ bóng đá Samoa hiện đang thi đấu ở Samoa National League.

## Lịch sử
Ghi nhận đầu tiên về Central United thi đấu ở Samoa National League là mùa giải 2005. Vị thứ cuối cùng của đội bóng không rõ, nhưng được ghi nhận rằng họ dẫn đầu giải đấu hơn Vaivase-tai 1 điểm sau vòng 9, nhưng dần sau đó để mất vào tay đội bóng Tunaimoto Breeze. đội bóng cũng vào đến bán kết Samoa Cup mùa giải đó, đánh bại Mynas Aele 14–1 ở vòng 1.
Vị thứ cuối cùng ở mùa giải 2006 và 2007 không rõ, mặc dù họ không vào đến chung kết giải đấu năm 2006 và mặc dù không có bảng xếp hạng cho mùa giải 2007, người ta cho rằng họ bị xuống hạng bởi nhiều nguồn tin cho rằng đội bóng được thăng hạng trở lại National League mùa giải sau đó cùng với Vaitoloa United.
Mùa giải đầu tiên trở lại Preimer League, còn có tên là SFSF-NC National League từ mùa giải 2009–10 thì không thành công. Đội bóng không thi đấu tốt trong nửa mùa giải cùng với USP Soccer Club mặc dù không bị xuống hạng vì đội bóng có tham gia mùa giải 2010–11, đứng thứ 5 sau Vaivase-tai nhưng trước Goldstar Sogi với 22 điểm, thắng 6 hòa 4 trong 18 trận.
Bảng xếp hạng của mùa giải 2011–12 không có, nhưng có thể đội bóng không bị xuống hạng, vì họ có tham gia mùa giải 2012–13, đứng thứ 8 chung cuộc, trước Vaivase-tai, nhưng sau Apia Youth với 20 điểm, thắng 6 hòa 2 trong 22 trận.

## Đội hình
Tính đến mùa giải 2008:
Ghi chú: Quốc kỳ chỉ đội tuyển quốc gia được xác định rõ trong điều lệ tư cách FIFA. Các cầu thủ có thể giữ hơn một quốc tịch ngoài FIFA.
| Số | VT | Quốc gia | Cầu thủ        |
| -- | -- | -------- | -------------- |
| 1  | HV | Samoa    | Pualele Lemana |